# Internazionali BNL d'Italia 2013
Giải quần vợt Ý Mở rộng 2013 (hay 2013 Rome Masters và tiêu đề tài trợ Internazionali BNL d'Italia 2013) là một giải quần vợt diễn ra trên sân đất nện ngoài trời tại Foro Italico ở Rome, Ý. Đây là mùa giải thứ 70 của Giải quần vợt Ý Mở rộng và được phân loại là sự kiện ATP World Tour Masters 1000 trong ATP World Tour 2013 và một sự kiện Premier 5 trong WTA Tour 2013. Giải diễn ra từ 13–19 tháng 5 năm 2013.

## Điểm và tiền thưởng

### Điểm
| Sự kiện | W    | CK  | BK  | TK  | 1/16 | 1/32 | 1/64 | Q  | Q2 | Q1 |
| Đơn nam | 1000 | 600 | 360 | 180 | 90   | 45   | 10   | 25 | 16 | 0  |
| Đôi nam | 1000 | 600 | 360 | 180 | 90   | 0    | —    | —  | —  | —  |
| Đơn nữ  | 900  | 620 | 395 | 225 | 125  | 70   | 5    | 30 | 20 | 1  |
| Đôi nữ  | 900  | 620 | 395 | 225 | 125  | 5    | —    | —  | —  | —  |

### Tiền thưởng
| Sự kiện | W        | CK       | BK       | TK      | 1/16    | 1/32    | 1/64   | Q2     | Q1     |
| Đơn nam | €501.700 | €246.000 | €123.900 | €62.950 | €32.700 | €17.235 | €9.305 | €2.140 | €1.090 |
| Đơn nữ  | €343.548 | €171.774 | €85.835  | €39.548 | €19.597 | €10.065 | €5.173 | €2.871 | €1.484 |
| Đôi nam | €155.400 | €76.060  | €38.150  | €19.580 | €10.120 | €5.340  | —      | —      | —      |
| Đôi nữ  | €98.387  | €49.677  | €24.589  | €12.371 | €6.274  | €3.097  | —      | —      | —      |

## Vận động viên ATP

### Đơn

#### Hạt giống
| Quốc gia | Tay vợt               | Xếp hạng1 | Hạt giống |
| -------- | --------------------- | --------- | --------- |
| SRB      | Novak Djokovic        | 1         | 1         |
| SUI      | Roger Federer         | 2         | 2         |
| GBR      | Andy Murray           | 3         | 3         |
| ESP      | David Ferrer          | 4         | 4         |
| ESP      | Rafael Nadal          | 5         | 5         |
| CZE      | Tomáš Berdych         | 6         | 6         |
| ARG      | Juan Martín del Potro | 7         | 7         |
| FRA      | Jo-Wilfried Tsonga    | 8         | 8         |
| FRA      | Richard Gasquet       | 9         | 9         |
| SRB      | Janko Tipsarević      | 10        | 10        |
| CRO      | Marin Čilić           | 11        | 11        |
| ESP      | Nicolás Almagro       | 12        | 12        |
| GER      | Tommy Haas            | 13        | 13        |
| CAN      | Milos Raonic          | 14        | 14        |
| SUI      | Stanislas Wawrinka    | 15        | 15        |
| JPN      | Kei Nishikori         | 16        | 16        |

- Bảng xếp hạng tính đến ngày tháng 5 6, 2013.

#### Vận động viên khác
Đặc cách:
- Paolo Lorenzi
- Potito Starace
- Matteo Viola
- Filippo Volandri

Vượt qua vòng loại:
- Carlos Berlocq
- Santiago Giraldo
- Andrey Golubev
- Ernests Gulbis
- Jan Hájek
- Andrey Kuznetsov
- Albert Montañés

Thua cuộc may mắn:
- Lukáš Rosol

#### Bỏ cuộc
Trước giải đấu
- Thomaz Bellucci
- Mardy Fish
- Florian tháng 5er
- Janko Tipsarević (bronchitis)
- Bernard Tomic (personal reasons)

Trong giải đấu
- Philipp Kohlschreiber
- Stanislas Wawrinka (thigh injury)

#### Giải nghệ
- Xavier Malisse (chấn thương cổ tay phải)
- Andy Murray (hip injury)

### Đôi

#### Hạt giống
| Quốc gia | Tay vợt              | Quốc gia | Tay vợt           | Xếp hạng1 | Hạt giống |
| -------- | -------------------- | -------- | ----------------- | --------- | --------- |
| Hoa Kỳ   | Bob Bryan            | Hoa Kỳ   | Mike Bryan        | 2         | 1         |
| ESP      | Marcel Granollers    | ESP      | Marc López        | 7         | 2         |
| SWE      | Robert Lindstedt     | CAN      | Daniel Nestor     | 13        | 3         |
| PAK      | Aisam-ul-Haq Qureshi | NED      | Jean-Julien Rojer | 16        | 4         |
| BLR      | Max Mirnyi           | ROU      | Horia Tecău       | 18        | 5         |
| IND      | Mahesh Bhupathi      | IND      | Rohan Bopanna     | 21        | 6         |
| AUT      | Alexander Peya       | BRA      | Bruno Soares      | 32        | 7         |
| AUT      | Jürgen Melzer        | IND      | Leander Paes      | 43        | 8         |

- Bảng xếp hạng tính đến ngày tháng 5 6, 2013.

#### Vận động viên khác
Đặc cách:
- Flavio Cipolla /  Filippo Volandri
- Paolo Lorenzi /  Potito Starace

#### Bỏ cuộc
Trước giải đấu
- Xavier Malisse (chấn thương cổ tay phải)

## Vận động viên WTA

### Đơn

#### Hạt giống
| Quốc gia | Tay vợt             | Xếp hạng1 | Hạt giống |
| -------- | ------------------- | --------- | --------- |
| Hoa Kỳ   | Serena Williams     | 1         | 1         |
| RUS      | Maria Sharapova     | 2         | 2         |
| BLR      | Victoria Azarenka   | 3         | 3         |
| POL      | Agnieszka Radwańska | 4         | 4         |
| CHN      | Li Na               | 5         | 5         |
| GER      | Angelique Kerber    | 6         | 6         |
| ITA      | Sara Errani         | 7         | 7         |
| CZE      | Petra Kvitová       | 8         | 8         |
| AUS      | Samantha Stosur     | 9         | 9         |
| DEN      | Caroline Wozniacki  | 10        | 10        |
| RUS      | Nadia Petrova       | 11        | 11        |
| RUS      | Maria Kirilenko     | 12        | 12        |
| ITA      | Roberta Vinci       | 13        | 13        |
| SVK      | Dominika Cibulková  | 15        | 14        |
| SRB      | Ana Ivanovic        | 16        | 15        |
| Hoa Kỳ   | Sloane Stephens     | 17        | 16        |

- Bảng xếp hạng tính đến ngày tháng 5 6, 2013.

#### Vận động viên khác
Đặc cách:
- Nastassja Burnett
- Karin Knapp
- Flavia Pennetta

Vượt qua vòng loại:
- Mallory Burdette
- Simona Halep
- Andrea Hlaváčková
- Mathilde Johansson
- Anabel Medina Garrigues
- Garbiñe Muguruza
- Melanie Oudin
- Lesia Tsurenko

Thua cuộc may mắn:
- Lourdes Domínguez Lino

#### Bỏ cuộc
Trước giải đấu
- Mona Barthel
- Marion Bartoli (foot injury)
- Angelique Kerber (abdominal injury)
- Tamira Paszek (respiratory infection)
- Yaroslava Shvedova (right arm injury)
- Heather Watson (mononucleosis)

Trong giải đấu
- Maria Sharapova (illness)

#### Giải nghệ
- Maria Kirilenko
- Ekaterina Makarova (left Achilles tendon injury)
- Ayumi Morita

### Đôi

#### Hạt giống
| Quốc gia | Tay vợt               | Quốc gia | Tay vợt                     | Xếp hạng1 | Hạt giống |
| -------- | --------------------- | -------- | --------------------------- | --------- | --------- |
| ITA      | Sara Errani           | ITA      | Roberta Vinci               | 2         | 1         |
| RUS      | Nadia Petrova         | SLO      | Katarina Srebotnik          | 11        | 2         |
| RUS      | Ekaterina Makarova    | RUS      | Elena Vesnina               | 13        | 3         |
| Hoa Kỳ   | Liezel Huber          | ESP      | María José Martínez Sánchez | 25        | 4         |
| Hoa Kỳ   | Raquel Kops-Jones     | Hoa Kỳ   | Abigail Spears              | 29        | 5         |
| Hoa Kỳ   | Bethanie Mattek-Sands | IND      | Sania Mirza                 | 35        | 6         |
| GER      | Anna-Lena Grönefeld   | CZE      | Květa Peschke               | 40        | 7         |
| CHN      | Zhang Shuai           | CHN      | Zheng Jie                   | 48        | 8         |

- Bảng xếp hạng tính đến ngày tháng 5 6, 2013.

#### Vận động viên khác
Đặc cách:
- Nastassja Burnett /  Christina McHale
- Maria Elena Camerin /  Karin Knapp
- Jelena Janković /  Mirjana Lučić-Baroni
- Flavia Pennetta /  Svetlana Kuznetsova

Thay thế:
- Catalina Castaño /  Mariana Duque Mariño

#### Bỏ cuộc
Trước giải đấu
- Ekaterina Makarova (left achillis injury)

## Nhà vô địch

### Đơn nam
- Rafael Nadal đánh bại  Roger Federer, 6–1, 6–3.

### Đơn nữ
- Serena Williams đánh bại  Victoria Azarenka, 6–1, 6–3

### Đôi nam
- Bob Bryan /  Mike Bryan đánh bại  Mahesh Bhupathi /  Rohan Bopanna, 6–2, 6–3

### Đôi nữ
- Hsieh Su-wei /  Peng Shuai đánh bại  Sara Errani /  Roberta Vinci, 4–6, 6–3, [10–8]